# Liga de Béisbol Estatal de Veracruz 2016-2017
La Temporada 2016-2017 de la Liga de Béisbol Estatal de Veracruz fue la edición número 1 de este circuito. Se realizó entre los meses de diciembre de 2016 a enero de 2017. Esta temporada estuvo conformada por 6 equipos del estado de Veracruz de Ignacio de la Llave.
Los Chileros de Xalapa se coronaron como los primeros campeones del circuito al derrotar en la Serie Final a los Petroleros de Minatitlán por 2 juegos a 0. El mánager campeón fue Francisco Rivera.

## Sistema de competencia
Se jugó solo los sábados y domingos y fue una temporada de aproximadamente dos meses de competencia. La primera jornada se jugó el 10 y 11 de diciembre de 2016. El calendario fue de 10 juegos disputados en 5 fines de semana. La temporada regular concluyó el 11 de enero de 2017, y calificaron a la postemporada los primeros cuatro equipos del standing, jugando el 1.º vs. el 4.º y el 2.º vs. el 3.º a partir del 14 de enero, las series fueron a ganar dos de tres juegos. Los ganadores se enfrentaron por el campeonato, en un compromiso también a ganar dos de tres juegos posibles.

## Equipos participantes
Temporada "Miguelito" Hernández
| Liga de Béisbol Estatal de Veracruz 2016-2017 |                  |                        |                         |
| Equipo                                        | Mánager          | Sede                   | Estadio                 |
| Broncos de Cosamaloapan                       | Fernando Meré    | Cosamaloapan, Veracruz | Deportivo Cosamaloapeño |
| Cañeros del Cocuite                           | Narciso Elvira   | Tlalixcoyan, Veracruz  | "Javier Ruiz Ramón"     |
| Chileros de Xalapa                            | Francisco Rivera | Xalapa, Veracruz       | Deportivo Colón         |
| Papanes de Papantla                           | Saúl Mendoza     | Papantla, Veracruz     | Deportivo Anáhuac       |
| Petroleros de Minatitlán                      | Miguel García    | Minatitlán, Veracruz   | 18 de marzo de 1938     |
| Tobis de Acayucan                             | Juan Tejeda      | Oluta, Veracruz        | Emiliano Zapata         |

## Posiciones
- Actualizadas las posiciones al 11 de enero de 2017.

| Liga de Béisbol Estatal de Veracruz | Liga de Béisbol Estatal de Veracruz | Liga de Béisbol Estatal de Veracruz | Liga de Béisbol Estatal de Veracruz | Liga de Béisbol Estatal de Veracruz | Liga de Béisbol Estatal de Veracruz | Liga de Béisbol Estatal de Veracruz |
| Equipo                              | JJ                                  | JG                                  | JP                                  | JE                                  | PCT                                 | JV                                  |
| ----------------------------------- | ----------------------------------- | ----------------------------------- | ----------------------------------- | ----------------------------------- | ----------------------------------- | ----------------------------------- |
| Papantla                            | 9                                   | 6                                   | 2                                   | 1                                   | .750                                | -                                   |
| Xalapa                              | 10                                  | 7                                   | 3                                   | 0                                   | .700                                | -                                   |
| Acayucan                            | 9                                   | 5                                   | 4                                   | 0                                   | .556                                | 1.5                                 |
| Minatitlán                          | 10                                  | 5                                   | 5                                   | 0                                   | .500                                | 2.0                                 |
| El Cocuite                          | 10                                  | 4                                   | 6                                   | 0                                   | .400                                | 3.0                                 |
| Cosamaloapan                        | 10                                  | 1                                   | 8                                   | 1                                   | .111                                | 5.5                                 |

| Clasificado a los playoffs |

## Playoffs
|  | Semifinales      | Semifinales      | Semifinales      |        |   | Final            | Final            | Final            |  |
|  | 14 - 15 de enero | 14 - 15 de enero | 14 - 15 de enero |        |   | 20 - 21 de enero | 20 - 21 de enero | 20 - 21 de enero |  |
|  |                  |                  |                  |        |   |                  |                  |                  |  |
|  |                  |                  |                  |        |   |                  |                  |                  |  |
|  | 4                | Minatitlán       | 2                |        |   |                  |                  |                  |  |
|  | 4                | Minatitlán       | 2                |        |   |                  |                  |                  |  |
|  | 1                | Papantla         | 0                |        |   |                  |                  |                  |  |
|  | 1                | Papantla         | 0                |        | 4 | Minatitlán       | 0                |                  |  |
|  |                  |                  |                  |        | 4 | Minatitlán       | 0                |                  |  |
|  |                  |                  | 2                | Xalapa | 2 |                  |                  |                  |  |
|  | 3                | Acayucan         | 2                | Xalapa | 2 | 0                |                  |                  |  |
|  | 3                | Acayucan         |                  |        |   | 0                |                  |                  |  |
|  | 2                | Xalapa           | 2                |        |   |                  |                  |                  |  |
|  | 2                | Xalapa           | 2                |        |   |                  |                  |                  |  |
|  |                  |                  |                  |        |   |                  |                  |                  |  |